# 釜山市民公園
釜山市民公園（原海厄利亞營）是位於韓國釜山市釜山津區的前日本帝國陸軍基地和美國駐地。佔地133英畝（540,000 m 2）的美軍營地於2006年8月10日關閉，交還給釜山市政府，並重新開發為釜山市民公園（韓語：부산시민공원），且於2014年5月1日開放。

## 歷史
日本佔領朝鮮期間，在營地主要區域的一座賽馬場歸朝鮮賽馬會所有。據說，一名來訪的美國水手以佛羅里達州海厄利亞的海厄利亞公園賽馬場命名了營地。在日本投降之前，該地區曾作為日本帝國陸軍在釜山的總部，被作為日軍軍需品的集散中心。
美軍於1945年9月17日接管了海厄利亞營地，並一直持續到1948年底，之後該設施的控制權移交給了美國領事館和聯合國。釜山是朝鮮戰爭期間重要的戰略和後勤集結地。到1950年9月5日，朝鮮人民軍控制了朝鮮半島的大部分地區，但聯合國部隊在釜山周邊的灘頭陣地及釜山港口設施依然由美軍控制，以應對戰鬥部隊的龐大支援需求。1953年7月27日《朝鮮停戰協定》簽署後，釜山港口的大部分設施被移交給韓國政府。
2006年8月10日，海厄利亞營正式返還釜山，但由於美國和韓國政府在營地環境清理問題上存在分歧，使得重建推遲了4年，直到韓國同意承擔清理費用。該營地於2010年4月24日至9月30日期間向大眾開放，然後關閉以進行重建。在開放結束後，釜山市計劃在園區內建設市民公園，並於2011年2月至11月期間挖掘文化財產。2012年3月28日，市民公園的基本設計定稿。2011年8月11日舉行了奠基儀式，2014年5月1日，釜山市民公園開園。